# Ébonisation
 (août 2024).
L'ébonisation est un procédé de teinture noire donnant à n'importe quel bois une apparence similaire à celui d'ébène, d'où son nom.
Elle est particulièrement utilisée pour les pianos et les meubles de qualité.

## Histoire
Bien que peu de traces existent quant à l'inventeur de l'ébonisation, cette technique était populaire parmi les classes supérieures pendant toute la période moderne, surtout lorsque l'ébène était rare. Au XIXe siècle, l'ébonisation devient encore plus populaire, car l'ébène n'était plus suffisamment abondant pour répondre à la demande du nouveau marché de masse du mobilier.

## Procédé
L'un des procédés utilise du fer dissous dans du vinaigre comme agent de noircissement. L'acétate de fer (en) ainsi formé réagit avec le tanin du bois, formant une substance noire en croûte à la surface du bois,. Comme les bois durs ont une teneur plus élevée en tanin, ils sont plus adaptés à l'ébonisation. Cependant, les bois tendres peuvent être ébonisés en les imprégnant de thé (qui a une forte teneur en tanin) avant d'appliquer la solution.